# Stabilizzatore automatico
In macroeconomia, lo stabilizzatore automatico è un elemento di politica fiscale, che agisce in modo autonomo, volto a ridurre le fluttuazioni economiche. Può essere messo in atto attraverso tassazioni progressive e spese sociali, che agiscono come ammortizzatori nelle fluttuazioni del PIL reale.
In un'ottica keynesiana, tutto ciò che cerca spontaneamente di controbilanciare le variazioni congiunturali dell'economia è uno stabilizzatore automatico.
Le imposte e le indennità di disoccupazione sono i principali stabilizzatori automatici della congiuntura economica.
Le imposte, in particolare quelle con tassi progressivi, frenano le variazioni del reddito disponibile dei consumatori e quindi le spese di consumo che sono una delle componenti principali del prodotto interno lordo.
Le indennità di disoccupazione sostengono il reddito disponibile e corrispondono ad un aumento della spesa pubblica nei periodi di recessione.
Il grande vantaggio dello stabilizzatore automatico è quello di agire immediatamente mentre le politiche congiunturali discrezionali intervengono sovente in ritardo (bisogna stabilire che si è in recessione prima di agire).

## Modello keynesiano semplice
Sia il modello keynesiano seguente:
{\displaystyle \quad {\begin{cases}C=c_{o}+c(1-t)Y\\M=m_{o}+mY\\Y=C+I+X-M\end{cases}}}
con {\displaystyle C} il consumo ({\displaystyle c} è la propensione marginale al consumo e {\displaystyle t} il tasso medio e marginale di imposizione), {\displaystyle Y} il reddito nazionale, {\displaystyle M} le importazioni, {\displaystyle X} le esportazioni e {\displaystyle I} gli investimenti.
Risolvendo questo sistema si ottiene:
{\displaystyle Y={\frac {1}{1-c(1-t)+m}}{\big [}X+I+c_{o}-m_{o}{\big ]}}
Le imposte sono uno stabilizzatore automatico poiché il moltiplicatore diventa più debole. Se {\displaystyle c=0.6,t=0.2,m=0.1} allora il moltiplicatore è {\displaystyle 2} senza imposte e {\displaystyle 1.6} con un'imposta del 20% sul reddito. 
Inoltre, una diminuzione delle esportazioni di 100 riduce il reddito nazionale di 160 contro 200 senza imposte.
Se, in un ambito di scelta intertemporale, il consumo dipende dal reddito permanente piuttosto che dal reddito corrente, allora l'effetto del moltiplicatore sarà più debole o perfino nullo. In questo caso è il consumo ad avere un effetto stabilizzante.
Le indennità di disoccupazione sono un altro stabilizzatore automatico importante. La perdita di reddito è in parte compensata da questa assicurazione sociale. Ciò conduce ad un aumento della spesa pubblica.
Utilizzando il modello macroeconomico FRB/US, Cohen e Follette stimano che negli Stati Uniti gli stabilizzatori automatici riducono il moltiplicatore di circa il 10% (da 1.35 à 1.23).
Secondo l'OCSE, "gli stabilizzatori automatici hanno ammortizzato le fluttuazioni congiunturali dell'attività economica di circa un quarto in media ".